# Partido Democrático de la Izquierda
El Partido Democrático de la Izquierda (en italiano: Partito Democratico della Sinistra, PDS) fue un partido político italiano socialista democrático y socialdemócrata, sucesor del Partido Comunista Italiano (PCI).

## Historia
Fue fundado en 1991 como la evolución del Partido Comunista Italiano (PCI) en una dirección democrática-socialista. Su primer líder fue Achille Occhetto, el último secretario del PCI.
El logotipo de la PDS consistió principalmente en un roble con un redondel en las raíces del árbol con antiguo símbolo del PCI; este simbolizaba las raíces del partido. Sin embargo la línea más dura abandonó el partido e impulsó el Partido de la Refundación Comunista (PRC).
De esto modo también se evitaba que el logo del PCI también fuera adoptado por el PRC tras la división entre las dos partes. En 1993, el partido fue admitido en la Internacional Socialista y en el Partido Socialista Europeo.
En las elecciones generales de 1994 Occhetto era el líder de la Alianza de los Progresistas, que perdió los comicios frente al Polo de las Libertades/Polo del Buen Gobierno de Silvio Berlusconi. Tras las elecciones Massimo D'Alema fue elegido nuevo secretario del partido. En la elecciones generales de 1996, tras el colapso de la coalición de Berlusconi, el PDS fue parte de la coalición vencedora, El Olivo, liderada por Romano Prodi. En el gobierno de Prodi, Giorgio Napolitano, del PDS, fue nombrado ministro del Interior.
En 1997 D'Alema hizo un llamamiento para que el partido se transformara en un partido socialdemócrata europeo más, y en 1998 se transformó en Demócratas de Izquierda, luego de la fusión con la Federación Laborista, Cristianos Sociales, Izquierda Republicana, Movimiento de los Comunistas Unitarios, Reformistas por Europa y la Federación Democrática. En esta ocasión, el partido decidió sustituir la hoz y el martillo de su emblema por la rosa roja de la socialdemocracia europea.

## Resultados electorales

### Elecciones legislativas
| Cámara de Diputados |                |       |         |     |                  |                       |
| Año electoral       | Votos          | %     | Escaños | +/– | Líder            | Gobierno              |
| 1992                | 6.321.084 (#2) | 16,11 | 107/630 | 70a | Achille Occhetto | Oposición (1992-1993) |
| 1992                | 6.321.084 (#2) | 16,11 | 107/630 | 70a | Achille Occhetto | Gobierno (1993-1994)  |
| 1994a               | 7.881.646 (#2) | 20,36 | 125/630 | 18  | Achille Occhetto | Oposición (1994-1995) |
| 1994a               | 7.881.646 (#2) | 20,36 | 125/630 | 18  | Achille Occhetto | Gobierno (1995-1996)  |
| 1996b               | 7.894.118 (#1) | 21,06 | 172/630 | 47  | Romano Prodi     | Gobierno              |

a Como parte de la Alianza de los Progresistas.
b Como parte de El Olivo.
| Senado de la República |                 |       |         |     |                  |                                               |
| Año electoral          | Votos           | %     | Escaños | +/– | Líder            | Nota                                          |
| 1992                   | 5.682.888 (#2)  | 17,05 | 64/315  | 37a | Achille Occhetto |                                               |
| 1994                   | 10.881.320 (#2) | 32,90 | 76/315  | 12  | Achille Occhetto | Como parte de la Alianza de los Progresistas. |
| 1996                   | 13.434.607 (#1) | 41,18 | 102/315 | 26  | Romano Prodi     | Como parte de El Olivo.                       |

a Respecto al resultado del PCI en 1987